# 外省人台灣獨立促進會
外省人台灣獨立促進會（Goa-Seng-Lang Association For Taiwan Independence），簡稱GATI或外獨會，原是在美國成立的台灣外省子弟台灣獨立支援會（The First Generation Taiwanese For Taiwan Independence），簡稱FGTTI 突破黑名單禁忌，由美返台召集志同道合的外省人和外省子弟成員沿伸發展出來的臺灣獨立運動人權組織。初衷是為救援返台被捕的台灣政治犯，要求台灣政府公布二二八和白色恐怖真相，呼籲國人勇敢面對歷史真相，並提倡台灣四大族群共和、同舟共濟的理念。所宣揚的「族群命運共同體」的觀念更引起外省族群的共鳴，尤其是在台灣土生土長的外省子弟。
1992年8月23日由在台的張忠棟、戴鑑、廖中山、陳師孟、夏子勛加上美國台灣外省子弟台灣獨立支援會發起人黃秀華、段震宇、郭樹人等共七十二人，強調「在台灣獨立建國的行列裡，外省人不該缺席」的理念發起成立外省人台灣獨立促進會於臺北市。然向中華民國內政部申請設立人民團體時遭駁回，因當時《人民團體法》規定人民團體不得主張分裂國土之條文。
外獨會造勢成功，聲名大噪後，不少民主進步黨新潮流系外省成員紛紛加入，成為外獨會中最大的派系，如 段宜康、鍾佳濱、田欣、周威佑及馬永成等。

## 歷史背景
1992年左右海外台灣獨立運動風起雲湧，2月10日由旅美外省子弟黃秀華、段震宇、郭樹人在美國洛杉磯宣布成立「台灣外省子弟台灣獨立支援會」，支援台獨運動，積極救援黑名單潛回台灣被捕的留美學人。
1992年8月23日由在台成立外省人臺灣獨立協進會後更名外省人台灣獨立促進會。該會於成立初期，辦理眷村宣講、成立華語電台等進行宣講。1996年左右成立外獨會網站。
1999年，外獨會向臺北市政府申請組織「台北市外省人台灣獨立促進會」，在陳水扁時代「准予籌組」，但馬英九上台後，台北市政府社會局將責任拋給內政部，內政部以違反當時《人民團體法》第二條「不得主張分裂國土」的規定，未能獲准。

## 現況
根據陳翠蓮、黃麗芬，於2005年以外獨會為例，發表「政治社會化與政治認同之變遷」論文得知，外獨會式微中。
根據中華民國內政部之人民團體組織法規定，「未經申請核准立案之人民團體必須限期解散。」
外獨會已久未從事政治社會相關之活動，沒有會址，沒有電話。2008年政黨再次輪替，人民團體組織法修改，外獨會亦未至內政部申請核准設立。

## 和「外獨會」相關的文獻
- 陳翠蓮、黃麗芬，2005，政治社會化與政治認同之變遷：以「外獨會」為例。法政學報，no. 19：1-40。
- 高格孚(Corcuff, Stephane)，2004，風和日暖：臺灣外省人與國家認同的轉變。臺北：允晨文化。
- 外省人臺灣獨立協進會(黃秀華編著)1992, [外省人‧臺灣心]   前衛。
- 鄭凱中，1996，「臺生」外省人的國家認同與族群想像：以新黨支持者與「外獨會」為參考團體。東吳大學政治學研究所碩士論文。

## 外部連結
- 外省人台灣獨立促進會（页面存档备份，存于）